# Trypeta brunithorax
Trypeta brunithorax är en tvåvingeart som först beskrevs av Robineau-desvoidy 1830.  Trypeta brunithorax ingår i släktet Trypeta och familjen Pyrgotidae.
Artens utbredningsområde är Mauritius. Inga underarter finns listade i Catalogue of Life.